# Erich Hintzsche
Erich Hintzsche (Halberstadt, Provincia de Sajonia, 26 de agosto de 1900 – 20 de julio de 1975) fue un historiador de la medicina de origen alemán.
Estudió en Halle y obtuvo el doctorado en 1925 bajo la orientación de Hermann Stieve. A partir de 1928 vivió junto con su esposa Hilde Köppe en Berna donde trabajó como prosector en la Universidad, cargo que mantuvo bajo los mandatos de los profesores Karl Wilhelm Zimmermann y Hans Bluntschli (1877-1962) y fue libre docente en la misma universidad (desde 1928). En 1935 profesor extraordinario y de 1947 hasta 1965 Profesor ordinario del Instituto Anatómico de la Universidad de Berna. Por sus trabajos sobre Albrecht von Haller recibió la medalla de la ciudad de Berna. De su biblioteca privada surgió el Instituto de Historia de la Medicina de la Universidad de Berna.